# Amicta quadrangularis
Amicta quadrangularis är en fjärilsart som beskrevs av Hugo Theodor Christoph 1873. Amicta quadrangularis ingår i släktet Amicta och familjen säckspinnare. Inga underarter finns listade i Catalogue of Life.